# Gabriela Basařová
Gabriela Basařová (17. ledna 1934 Plzeň – 18. října 2019 Praha) byla česká profesorka chemie, působící v oblasti kvasné chemie, oboru pivovarství a sladařství s vědeckou, pedagogickou a publikační činností v Česku i v zahraničí. V roce 2012 se stala nositelkou státního vyznamenání Medaile Za zásluhy o stát v oblasti vědy, výchovy a školství.

## Život
Vystudovala gymnasium, kde mezi její nejoblíbenější předměty patřila chemie a matematika. Již během studia působila v laboratořích. Pracovala ve vodárně, v lihovaru, v konzervárně a v Plzeňských pivovarech n.p. Tehdy se rozhodla dále studovat pivovarství.
Po maturitě v roce 1952 začala studovat Vysokou školu chemicko- technologickou v Praze (VŠCHT), obor kvasná chemie a technologie, zaměření sladařství a pivovarství.  V roce 1957 úspěšně složila státní zkoušky a obhájila diplomovou práci na téma Sledování vazby kyslíku při výrobě mladiny (vedoucí práce  prof. Ing. Josef Dyr, DrSc.) a získala titul Ing. chemie..
V následujících letech své pracovní činnosti postupně získala všechny vědecké a pedagogické tituly, které se v Československu udělovaly. V roce 1965 obdržela titul CSc.(Candidat scietific, dnes PhD.) za obhájení doktorské práce Nové stabilizační metody se zřetelem na zkrácení doby ležení piva. V roce 1980 byla jmenována doktorkou technických věd (DrSc.) za obhájení disertační práce na téma Studie racionalizace a modernizace postupů zvýšení koloidní stability piva. V roce 1981 byla jmenována profesorem kvasné chemie a bioinženýrství v oboru sladařství a pivovarství.
Po absolutoriu VŠCHT nastoupila do tehdejších Plzeňských pivovarů, n. p., (dnes Plzeňský Prazdroj a.s.) kde pracovala v letech 1957–1967. Vedla laboratoře i technologickou skupinu a založila výzkumné centrum, které se zabývalo možnostmi modernizace technologického postupu výroby piva Prazdroj, a to bez vlivu na jeho specifické a charakteristické vlastnosti.
V roce 1967 odešla do Výzkumného ústavu pivovarského a sladařského v Praze, kde založila a vedla biochemické oddělení. V letech 1978 až 1982 byla jeho ředitelkou. V rámci spolupráce s výzkumnými centry především v zemích východní Evropy řešila a koordinovala státní a mezinárodní projekty. Během zajišťování technologické pomoci spolupracovala s českými, slovenskými, jugoslávskými, bulharskými a dalšími pivovary.
V roce 1981 se stala externí vedoucí Ústavu kvasné chemie a bioinženýrství VŠCHT v Praze, kam v roce 1982 přešla do stálého pracovního poměru. Tento ústav v současnosti přejmenovaný na Ústav biotechnologie, je jediným historickým pracovištěm pro výchovu vysokoškolských odborníků (Ing.) a postgraduantů (Ph.D.) v České republice (výuka vysokoškolských pivovarských odborníků byla zahájena na pražské technice již v roce 1818),  vedla následujících 15 let až do roku 1997. Přednášela předměty Sladařství, Pivovarství, ale i Moderní biotechnologie a vinařství, Bioekologie a vedla desítky diplomových prací i prací doktorských v rámci postgraduálního vysokoškolského studia.
Ve vědecké a výzkumné práci se zabývala vlastnostmi surovin a jejich vlivem na kvalitu piva, inovacemi technologických procesů a analytických metod pro potřeby sladařství a pivovarství, studiem metabolismu pivovarských kvasinek a významem vlastností kmenů kvasinek pro charakteristické vlastnosti jednotlivých druhů piva, výzkumem komponent staré chuti piva a technologickými variantami jejich redukce. Nejvíce jejích vědeckých a výzkumných prací bylo věnováno studiu tvorby nebiologických, tzv. koloidních, zákalů piva a metodám oddálení jejich tvorby během skladování. Na tyto práce navazovalo zavádění optimálních technologických stabilizačních postupů v praxi za účelem zvýšení fyzikálně chemické stability (koloidní stability) piva.
Vedle vedení ústavu (dříve název katedra) na VŠCHT byla dlouhá léta předsedkyní komise pro státní zkoušky a obhajoby diplomových prací v oboru kvasná chemie a bioinženýrství, předsedkyní komisí pro obhajoby kandidátských (CSc.) a následně disertačních prací (Ph.D.). Vedla komisi při Ministerstvu školství pro obhajoby a jmenování doktorů technických věd v oboru kvasná chemie a technologie (DrSc.) a stala se též místopředsedkyní komise pro obhajoby doktorátů technických věd (DrSc.) v oboru chemie a technologie poživatin. V obdobných orgánech působila také na Slovensku.
Dlouholetá byla její působnost ve vědecké radě Výzkumného ústavu pivovarského a sladařského v Praze, byla členkou vědeckých rad Potravinářského výzkumného ústavu v Praze, Vysoké školy chemicko-technologické a Fakulty potravinářské a biochemické technologie VŠCHT. Dále se podílela na činnosti redakční rady odborného časopisu Kvasný průmysl. Byla členkou dozorčí rady n. p. Budvar v Českých Budějovicích. Pracovala v ústředních orgánech Československé vědecké společnosti, České akademie zemědělské a v Československé chemické a mikrobiologické společnosti. Byla členkou komise pro výchovu odborníků v Evropské biotechnologické konvenci (Working Party of Education EBC) a působila rovněž v komisi pro jmenování profesorem na Technické univerzitě v Berlíně.

## Publikační a expertizní činnost
Její publikační a expertizní činnost zahrnuje 538 položek, z  nichž velká část byla publikována v zahraničních časopisech (např. v Německu, Japonsku, v Bulharsku, Polsku, v USA, v Anglii, v Srbsku a v dalších zemích). Přednášela na domácích a zahraničních sympoziích. Vedle odborných knih, vědeckých článků, přednášek, posterů, výzkumných a expertizních zpráv, patentů, skript, zahrnovala její publikační činnost i práce z historie českého pivovarství určených široké veřejnosti a propagaci českého piva v zahraničí.
K nejvýznamnějším publikacím patří Analysenmethoden für die Brau- und Malzindustrie, která vyšla v roce 1989 v Německu, či pojednání o historii a současnosti výuky pivovarství v Česku z roku 2001 (Geschichte und Gegenwart der Ausbildung von Hochschul- und Fachschulspezialisten des Brauwesens auf dem Gebiet der heutigen Tschechischen Republik). O působení prof. K. N. Ballinga na pražské technice se zajímala v knize z roku 2005 (Carl Joseph Napoleon Balling, Professor an der Technischen Hochshule in Prag 1805–1868). Oba tituly byly vydány v Německu tamní Společností pro historii pivovarství. Dále byly publikovány výsledky výzkumu z oblasti stabilizace piva např. v časopisu Food Microstructure ve Spojených státech amerických, německém časopisu Brauwissenschaft či v srbském časopisu Pivovarství. V praxi se stále využívá třídílná kniha Pivovarsko-sladařská analytika z let 1992 a 1993 nebo knižní publikace České pivo pojednávající o historii českého sladařství a pivovarství, jejíž dvě vydání zpracovala společně s Ivo Hlaváčkem, a třetí vydání z roku 2012 rovněž se svým synem.
Byla vedoucí autorského kolektivu, který v roce 2011 vydal obsáhlou technologii Pivovarství Teorie a praxe výroby. Za tuto publikaci obdrželo Vydavatelství VŠCHT a autoři od Českého svazu pivovarů a sladoven (ČSPS) Výroční cenu českého sládka Františka Ondřeje Poupěte za mimořádný společenský přínos k rozvoji českého pivovarství a sladařství v roce 2010. Tuto cenu získala pak opět v roce 2014 za další obsáhlou monografii Sladařství. Teorie a praxe výroby sladu, která vznikla pod jejím vedením.[4]

## Ocenění
Za svoji dlouholetou činnost v pivovarském oboru obdržela prof. Basařová řadu ocenění. Byla to  například cena Nejlepší pracovník pivovaru Prazdroj (1965), Vynikající pracovník Ministerstva zemědělství a výživy (1973), Zasloužilý pracovník koncernu pivovary a sladovny (1982), vyznamenání od odborných společností jako ČVTS, ČAZ, Chemická a Mikrobiologická společnost, dále medaile Za zásluhy o rozvoj pivovarsko-sladařského oboru na Slovensku (1984), Čestné uznání rektora VŠCHT (1985), Pamětní medaile B. Štefanovského za spolupráci s polytechnikou v Lodži (1985), Pamětní medaile FPBT VŠCHT (1994), Ballingova medaile FPBT–VŠCHT Praha (1999), Pamětní medaile prof. Votočka VŠCHT (2000), v novinářské anketě Osobnost roku v pivovarském oboru (2000).
V roce 2002 byla uvedena do Síně slávy českého pivovarství a sladařství. V roce 2011 získala titul Honorary Connoisseur od Plzeňského Prazdroje, a. s. Na Pražském hradě převzala 28. října 2012 z rukou prezidenta České republiky státní vyznamenání, medaili Za zásluhy o stát v oblasti vědy, výchovy a školství. V roce 2015 obdržela Městskou historickou pečeť svého rodného města Plzeň.
K jejím zálibám patřila  vážná, především symfonická ale i komorní a operní, hudba, historická literatura, literatura faktu a v neposlední řadě výstavy malířského umění. V mládí ráda sportovala, byla v juniorské širší reprezentaci basketbalistek Československé republiky a provozovala další sporty.

## Dílo

### Knihy
- Basařová, G., Čepička, J.:1985:  Sladařství a pivovarství  (skriptum), SNTL Praha
- Kolektiv autorů: 1986: Kvasinky ve výzkumu a praxi, , Československá akademie věd, Praha, 379 s. https://is.muni.cz/publication/930564
- Basarova, G., Nielebock, C.: 1989: Analysemethoden für die Brau- und Malzindustrie, Verlag: Leipzig, Fachbuchverlag,, 1989, ISBN 3343004030 / ISBN 9783343004034 http://www.zvab.com/Analysemethoden-Brau--Malzindustrie-Nielebock-Basarova-Leipzig/16297664139/buch, 271 s.
- Basařová, G., Doležalová, A., Kahler, M., Čepička, J.: 1992 (1.a2.díl), 1993 (3díl): Pivovarsko-sladařská analytika. MERKANTA s.r.o. Praha, 996 s.
- Basařová G., 2005: Carl Joseph Napoleon Balling – Professor an der Technischen Hochschule in Prag 1805–1868. In: Gesellschaft für Geschichte des Brauwesens e. V.: Jahrbuch 2005. Berlin 2005, S. 27–45.
- Basařová, G., Šavel, J., Basař, P., Lejsek, T.: 2010: Pivovarství: Teorie a praxe výroby piva, VŠCHT Praha. ISBN, 978-80-7080-734-7, 863 s.
- Basařová, G., Hlaváček, I., Basař, P., Hlaváček, J.:2011: České pivo. Třetí rozšířené vydání.. Havlíček Brain Team, Praha. EAN: 9788087109250 ISBN 978-80-87109-25-0, 309 s.
- Basařová, G. a kol.: 2014: Sladařství. Teorie a praxe výroby sladu. Havlíček Brain Team, Praha. EAN 9788087109472, ISBN 978-80-87109-47-2, 626 s.

### Články (výběr)
- Basařová, G.: The Structure-function, Relationship of Polymeric Sorbents for Colloid Stabilization of Beer. Food Structure, 1990, 9(3), 175-194. http://digitalcommons.usu.edu/cgi/viewcontent.cgi?article=1237&context=foodmicrostructure
- Basařová, G., Lejsek, T.: Přímé spektrofotometrické stanovení dusíku. Kvasný Prum, 1970 16 (9) 192-197 Dostupné online
- Basařová, G., Turková, J.: Eigenschaften,Bindungsweise und Applikation von gebundenem, Papain an Hydroxylalkylmethacrylatgele. Brauwissenschaft 1977, 30(7), 207-209.
- Basařová, G., Škach J., Černá I.: Použití československých adsorbentů při výrobě koloidně stabilních piv. Kvasny Prum. 1977; 23(9): 193-197
- Basařová, G., Černá, I., Škach, J.: Význam a způsob úpravy polyfenolových látek v pivovarské technologii. Kvasny Prum. 1977; 23(4): 73-77
- Basařová, G., Škach J., Budín, J., Kubánek, V.: Úprava koncentrace polyfenolových látek v pivu práškovitým Sorsilenem. Kvasny Prum. 1979; 25(10): 217-221
- Basařová, G., Škach, J., Kubánek, V., Veruovič B.: Způsob hodnocení texturních technologických a sorpčních vlastností adsorbentu polyfenolových látek Sorbamid. Kvasny Prum. 1983; 29(9): 193-200
- Novák,J., Basařová, G., Teixeira J.A.,Vicente, A.A.: Monitoring of Brewing Yeast Propagation under Aerobic and Anaerobic Conditions Employing Flow Cytometry. J. Inst. Brew. 2007, 113(3), 249-255.